# چمن همسایه سبزتر است
چمن همسایه سبزتر است (به انگلیسی: The Grass Is Greener) فیلمی کمدی رمانتیک آمریکایی به کارگردانی و تهیه‌کنندگی استنلی دانن و با شرکت کری گرانت، دبورا کار، رابرت میچام و جین سیمونز، ساختهٔ سال ۱۹۶۰ است.

## خلاصه داستان
زوج اصیل‌زاده انگلیسی، ویکتور و هیلاری رایال، درهای خانهٔ قصر مانند خود را به روی بازدید عموم می‌گشایند تا با فروش بلیت ورودی، هزینه‌های نگه‌داری آن و زندگی اشرافی خود را تأمین کنند. اما به‌زودی یکی از بازدید کنندگان، سلطان نفت تکزاسی، چارلز دلاکرو، به هیلاری نزدیک می‌شود. در حالی که از طرفی ویکتور مایل به حفظ زندگی زناشوئی خود است و از طرف دیگر سروکله محبوبه قدیمی او، هتی دورانت، نیز پیدا شده‌است...

## بازیگران
- کری گرانت در نقش ویکتور رایال
- دبورا کار در نقش هیلاری رایال
- رابرت میچام در نقش چارلز دلاکرو
- جین سیمونز در نقش هتی دورانت
- موری واتسون